# Мистер Магу (персонаж)
Мистер Магу — персонаж короткометражных мультфильмов студии UPA, созданный в 1949 году Миллардом Кауфманом и Джоном Хабли. По словам Джона Хабли, прототипом персонажа послужил его дядя Гарри Вудруф.

## Образ
Мистер Куинси Магу — эксцентричный лысый мужчина небольшого роста, миллионер (или миллиардер), у которого очень плохое зрение, но который упорно не желает это признавать. Из-за этого Мистер Магу постоянно попадает в различные комичные и часто опасные для него самого и окружающих ситуации, однако для него самого все переделки всегда заканчиваются благополучно, причём Магу, часто видящий вовсе не то, что имеет место на самом деле, нередко даже не понимает, какой опасности подвергался. Во многих мультфильмах спутником Магу является говорящий бульдог МакБаркер, который, как и его хозяин, почти слепой.
Короткометражные мультфильмы про Мистера Магу дважды (в 1955 и 1956 годах) получали премию «Оскар», регулярно начали выходить с 1960 года, а в 1997 году на их основе был снят полнометражный фильм с Лесли Нильсеном в главной роли. В 2002 году журнал TV Guide поставил Мистера Магу на 29-е место в своём списке 50 лучших персонажей мультфильмов всех времён, сайт Cracked.com — на 2-е место в списке 5-и самых безумных персонажей старых мультфильмов, а сайт Hubpages.com — на 2-е место в списке 10 наиболее популярных персонажей мультфильмов 1950-х — 1960-х годов.

### Восприятие
- В 2005 году писатель Рой Мендельсон написал книгу о персонаже и его роли в своей жизни под названием Mr. Magoo Is My Role Model.
- Имя «Мистер Магу» стало нарицательным в американской культуре и иногда используется для описания кого-либо, кто, несмотря на ошибки или большой риск, всё равно в итоге достигает успеха[9][10]. Термин «Синдром Мистера Магу» упоминается применительно к ситуации упорного нежелания признавать какую-либо проблему[11][12].
- Вместе с тем образ Мистера Магу иногда подвергается жёсткой критике за якобы имеющее место высмеивание слепых людей[13][14].

### В культуре
В сериале «Лучше звоните Солу» Туко Саламанка называет Майка Эрмантраута мистером Магу. Перед этим Майк царапает машину Туко, и Туко грубо окликает его. Майк делает вид, что не понимает:
— Простите, Вы ко мне обращаетесь?
— О, да тут у нас мистер Магу!